# Anne Tyler
Anne Tyler (* 25. října 1941 Minneapolis, Minnesota) je americká spisovatelka, autorka 20 románů. V Česku i přes svůj vysoký kredit je málo překládaná, známé je zfilmování knihy Náhodný turista (1988). V roce 1989 získala za román Breathing Lessons Pulitzerovu cenu a v roce 2015 se s novinkou A Spool of Blue Thread ocitla v užší nominaci na Booker Prize.
Narodila se v Minnesotě (Minneapolis), ale vyrůstala v Severní Karolíně. Tam i absolvovala Dukeovu univerzitu v oboru Ruská literatura a ještě rok pokračovala ve slovanských studiích na Kolumbijské univerzitě (New York). Poté se vrátila na Dukeovu univerzitu, kde potkala i svého budoucího manžela, íránského emigranta a dětského psychiatra Taghi Modarressi (též autora románů). Mají spolu dvě dcery.
Anne Tyler si chrání soukromí a velmi zřídka poskytuje rozhovory. Nechává tak za sebe promlouvat svoje knihy, které jsou jistě pozoruhodné. Zabývá se převážně rodinnými vztahy, což je velmi obecná charakteristika – zaujme však především u ženských autorek neobvyklou ironií.

## Romány
- If Morning Ever Comes (1964)
- The Tin Can Tree (1965)
- A Slipping-Down Life (1970)
- The Clock Winder (1972)
- Celestial Navigation (1974)
- Searching for Caleb (1975)
- Earthly Possessions (1977)
- Morgan's Passing (1980)
- Dinner at the Homesick Restaurant (1982), česky Večeře v restauraci domov (1992)
- The Accidental Tourist (1985)
- Breathing Lessons (1988), slovensky Dychové cvičenia (1992)
- Saint Maybe (1991)
- Ladder of Years (1995)
- A Patchwork Planet (1998), slovensky Rozsypaný svet (2003)
- Back When We Were Grownups (2001)
- The Amateur Marriage (2004), česky Amatérská svatba (2005)
- Digging to America (2006)
- Noah's Compass (2010)
- The Beginner's Goodbye (2012)
- A Spool of Blue Thread (2015), česky Špulka modré nitě (2016)
- Vinegar Girl (2016), česky Děvče na ocet (2017)
- Redhead By The Side Of The Road (2020), česky Rusovláska u cesty (2021)

### Filmové adaptace
- The Accidental Tourist (1988)
- Breathing Lessons (TV) (1994)
- Saint Maybe (TV) (1998)
- A Slipping-Down Life (1999)
- Earthly Possessions (TV) (1999)
- Back When We Were Grownups (TV) (2004)